# 弗拉努瓦—阿尔克和瑟南铁路
弗拉努瓦—阿尔克和瑟南铁路（法語：Ligne de Franois à Arc-et-Senans）是法国的一条铁路，起点为弗拉努瓦站，与多勒—贝尔福铁路相接；终点为阿尔克和瑟南站，与第戎—瓦洛尔布铁路连通，全长27公里。该铁路于1864年通车，全线为电气化复线铁路。该铁路在法国铁路系统中的编号为871000。

## 历史
弗拉努瓦—阿尔克和瑟南铁路修建计划于1857年被提出，最初由巴黎-里昂铁路公司负责建设，后被巴黎-里昂-地中海铁路公司收购，该铁路最终于1864年建成运营，1938年起由法国国家铁路公司管理。1995年完成了全线的电气化改造。

## 路线
弗拉努瓦—阿尔克和瑟南铁路由弗拉努瓦站向西南引出，跨越杜河，到达阿尔克和瑟南。

## 车站列表
| 弗拉努瓦—阿尔克和瑟南铁路车站列表      |        |                                              |                             |            |
| 车站                                   | 公里数 | 交汇路线                                     | 本线停靠车种                | 可换乘交通 |
| Franois 弗拉努瓦站                     | 0      | 852000 多勒—贝尔福铁路（贝桑松/贝尔福方向）↑ | TERBourgogne- Franche-Comté | MobiGo     |
| Franois 弗拉努瓦站                     | 0.477  | 852000 多勒—贝尔福铁路（多勒/第戎方向）↙     |                             |            |
| Montferrand - Thoraise 蒙费朗-托赖斯站 | 5.725  |                                              | TERBourgogne- Franche-Comté | MobiGo     |
| Torpes - Boussières 托尔普-布西耶尔站  | 8.732  |                                              | TERBourgogne- Franche-Comté | MobiGo     |
| Byans 比扬站                           | 15.117 |                                              | TERBourgogne- Franche-Comté |            |
| Liesle 比耶勒站                        | 22.529 |                                              | TERBourgogne- Franche-Comté |            |
| Arc-et-Senan 阿尔克和瑟南站            | 27.425 | 850000 第戎—瓦洛尔布铁路（巴黎/第戎方向）↖   |                             |            |
| Arc-et-Senan 阿尔克和瑟南站            | **     | 850000 第戎—瓦洛尔布铁路（瓦洛尔布方向）↓    | TERBourgogne- Franche-Comté | MobiGo     |
| **注：非正线车站                       |        |                                              |                             |            |